# 鯙科

鯙科的顎部图解

鯙科（学名：Muraenidae）為輻鰭魚綱鰻鱺目的一個科。廣東一带所說的「油𩺬」即屬於此科。

## 分布
本科魚類廣泛分布於印度洋及太平洋熱帶海域。

## 深度
由潮池或礁岩處至水深50公尺皆可發現其蹤跡。

## 特徵
本科魚體呈圓柱狀，尾部側扁，體表無鱗片，無胸鰭且臀鰭、背鰭與尾鰭相連合，皮粗厚能分泌粘液，頭長，口大且牙齒銳利。體色及斑紋變化大，有單色、細點、圓點、不規則花紋及條紋。無舌或舌附生於口腔底部，後鼻孔為一個孔，短管狀或管狀，通常典型的长度为1.5米，最长为长尾弯牙海鳝，可达4米。最大的为爪哇裸胸鱔，其长度可大3米，重量超过36公斤。

## 分類
鯙科其下分16個屬，如下：

## 海鳝亚科（Muraeninae）

### 鬍鯙屬（Cirrimaxilla）
- 台灣鬍鯙 Cirrimaxilla formosa ：又稱台灣頜鬚鱔。

### 泥棲鯙屬（Diaphenchelys)
- Diaphenchelys dalmatian Hibino, Satapoomin & Kimura, 2017[2]
- 棕色泥棲鯙 Diaphenchelys pelonates

### 蛇鱔屬（Echidna)
也称作蝮鯙屬。
- 鈍齒蛇鱔 Echidna amblyodon ：又稱鈍齒蝮鯙。
- 鏈蛇鱔 Echidna catenata ：又稱鏈蝮鯙。
- 棕背蛇鱔 Echidna delicatula ：又稱棕背海鱔。
- 白頜蛇鱔 Echidna leucotaenia ：又稱白頜蝮鯙。
- 雲紋蛇鱔 Echidna nebulosa ：又稱雲紋海鱔、星帶蝮鯙。
- 蛇鱔 Echidna nocturna ：又稱蝮鯙。
- 白點蛇鱔 Echidna peli ：又稱白點蝮鯙。
- 多帶蛇鱔 Echidna polyzona ：又稱多帶海鱔、多環蝮鯙。
- 玫唇蛇鱔 Echidna rhodochilus ：又稱玫唇蝮鯙。
- 單色蛇鱔 Echidna unicolor ：又稱單色蝮鯙。
- 黃點蛇鱔 Echidna xanthospilos ：又稱黃斑蝮鯙。

### 澤鱔屬（Enchelycore)
也称作勾吻鯙屬。
- 尖齒澤鱔 Enchelycore anatina ：又稱尖齒勾吻鯙。
- 貝氏澤鱔 Enchelycore bayeri ：又稱貝氏勾吻鯙。
- 比基尼澤鱔 Enchelycore bikiniensis ：又稱比吉尼勾吻鯙。
- 栗色澤鱔 Enchelycore carychroa ：又稱栗色勾吻鯙。
- 卡馬澤鱔 Enchelycore kamara ：又稱卡馬勾吻鯙。
- 澤鱔 Enchelycore lichenosa ：又稱苔斑勾吻鯙。
- 褐澤鱔 Enchelycore nigricans ：又稱褐勾吻鯙。
- 夜遊澤鱔 Enchelycore nycturanus ：又稱夜遊勾吻鯙。
- 八斑澤鱔 Enchelycore octaviana ：又稱八斑勾吻鯙。
- 豹紋澤鱔 Enchelycore pardalis ：又稱豹紋勾吻鯙。
- 蜂巢澤鱔 Enchelycore ramosa ：又稱蜂巢勾吻鯙。
- 裂紋澤鱔 Enchelycore schismatorhynchus ：又稱裂吻勾吻鯙。
- 印度澤鱔 Enchelycore tamarae ：又稱印度勾吻鯙。

### 銳齒鯙屬（Enchelynassa)
- 犬齒銳齒鯙 Enchelynassa canina ：又稱犬齒狹頸海鱔。

### 裸海鯙屬（Gymnomuraena)
- 斑馬裸海鯙 Gymnomuraena zebra (Shaw, 1797)：又稱條紋裸海鱔。

### 孤蝮鯙屬（Monopenchelys)
- 孤蝮鯙 Monopenchelys acuta (Parr, 1930)：又稱孤蛇鱔。

### 鯙屬（Muraena)
也称作海鱔屬。
- 智利鯙 Muraena appendiculata ：又稱智利海鱔。
- 光鯙 Muraena argus ：又稱光海鱔。
- 細點鯙 Muraena augusti ：又稱細點海鱔。
- 銳齒鯙 Muraena clepsydra ：又稱銳齒海鱔。
- 澤生鯙 Muraena helena ：澤生海鱔。
- 雀斑鯙 Muraena lentiginosa ：又稱雀斑海鱔。
- 黑孔鯙 Muraena melanotis ：又稱黑孔海鱔。
- 孔雀鯙 Muraena pavonina ：又稱孔雀海鱔。
- 網紋鯙 Muraena retifera ：又稱網紋海鱔。
- 大斑鯙 Muraena robusta ：又稱大斑海鱔。

### 擬蝮鯙屬（Pseudechidna)
- 布氏擬蝮鯙 Pseudechidna brummeri (Bleeker, 1858)：又稱擬蛇鱔。

### 管鼻鯙屬（Rhinomuraena)
- 黑身管鼻鯙 Rhinomuraena quaesita ：又稱大口管鼻鱔。

### 鞭尾鱔屬（Scuticaria)
- 沖繩鞭尾鯙 Scuticaria okinawae
- 虎斑鞭尾鯙 Scuticaria tigrina

### 彎牙海鱔屬（Strophidon)
Strophidon McClelland 1844，也称作長海鱔屬、長鯙屬。
- 長背長鯙 Strophidon dorsalis (Seale, 1917)
- 長尾彎牙海鱔 Strophidon sathete (Hamilton, 1822)：又稱長鯙。
- 四孔長鯙 Strophidon tetraporus Huang & Liao
- Strophidon ui Tanaka, 1918

## 尾鳝亚科（Uropteryginae）

### 裸臀鯙屬（Anarchias)
也称作高眉鱔屬。
- 褐裸臀鯙 Anarchias allardicei
- 廣州裸臀鯙 Anarchias cantonensis
- 寬尾裸臀鯙 Anarchias euryurus
- 珊瑚裸臀鯙 Anarchias exulatus
- 加拉帕戈斯裸臀鯙 Anarchias galapagensis
- 白尾裸臀鯙 Anarchias leucurus
- 長尾裸臀鯙 Anarchias longicaudis
- 舒爾茨裸臀鯙 Anarchias schultzi
- 塞席爾裸臀鯙 Anarchias seychellensis
- 似裸臀鯙 Anarchias similis
- 栗色裸臀鯙 Anarchias supremus

### 鱧鯙屬（Channomuraena)
- 印度洋鱧鯙 Channomuraena bauchotae
- 條紋鱧鯙 Channomuraena vittata ：又稱寬帶鱧鯙。

## 生態
本科魚生活於珊瑚礁區的礁洞或岩縫中，白天時只露出頭部，尾部捲縮，張口呼吸顯露出其銳利的牙齒。夜間出來覓食，以魚類、甲殼類及章魚等為主食，性情兇猛且具地域性，游泳能力不強，嗅覺靈敏但視力不佳，有些種類牙齒內彎，再加上其似蛇狀般的強勁扭力，一旦被咬後就難以掙脫。
跟蛇類相似，鯙的雙顎由一些有彈性的組織連接，因此牠們的咀部可以張得很大，這樣可以容許牠們吞下比自己頭部大的獵物。一般來說，鯙會吞下一整個獵物，即使面對有劇毒的獅子魚及其他鮋科的魚類，牠們也是照吞無誤；當遇上比較大的獵物，如章魚，牠們便會把獵物撕裂。
鯙的天敵不多，能夠捕食鯙的天敵有大型的石斑、梭子魚及海蛇。

## 經濟利用
可食用，適合去皮油炸、清蒸或紅燒，另外也可做為觀賞魚。